# Клауд, Ангус
Конор Ангус Клауд Хики (англ. Conor Angus Cloud Hickey; 10 июля 1998, Окленд, Калифорния, США — 31 июля 2023, Окленд) — американский актёр, наиболее известный по роли Феско в телесериале «Эйфория».

## Биография

### Ранние годы
Клауд родился в Окленде, штат Калифорния, однако бо́льшая часть его семьи проживает в Ирландии. Имеет двух сестёр-близнецов. Окончил местную школу искусств по классу производственного дизайна, где его одноклассницей была будущая партнёрша по сериалу «Эйфория» Зендая. По словам Клауда, он получил «незначительное повреждение мозга» после падения в строительную яму на плохо освещенной улице в центре Окленда в 2013 году. В результате несчастного случая на левой стороне его головы остался шрам. 

### Карьера
Работая в ресторане Woodland в Бруклине, он был замечен кастинг-директором «Эйфории» Дженнифер Вендитти, и она пригласила на прослушивание. В сериале он играл Феско, добросердечного наркоторговца, который часто давал моральные наставления некоторым главным героям. The Wall Street Journal описали персонажа как «милого наркоторговца». Ангус никогда нигде не снимался до своей роли в «Эйфории», его единственным предыдущим опытом работы в этой области была лишь постройка декорации и работа над освещением и звуком для театрального отделения своей старшей школы.
В 2019 году Клауд появился в роли самого себя в потоковом телесериале Adult Swim «Идеальная женщина». В 2021 году участвовал в съёмках фильма «Северный Голливуд», где исполнил роль Уокера. В 2023 году Ангус появился в фильме «Линия», сыграв Роберта ДеВитта. В том же году он подписал контракт с United Talent Agency.
У Клауда были роли в трех фильмах, которые ещё не были выпущены на момент его смерти: фильмы ужасов «Судная ночь. Джекпот» и «Эбигейл», а также драматический фильм «Странные сказки».

### Смерть
Умер 31 июля 2023 года в доме своей семьи в Окленде, штат Калифорния, в возрасте 25 лет. Пожарная служба Окленда была вызвана для оказания неотложной медицинской помощи, где по прибытии они объявили Клауда «уже умершим». Причиной смерти стала передозировка смеси наркотиков. Клауд оплакивал потерю своего отца, которого похоронили за неделю до смерти актёра.

## Фильмография
| Год       |    | Русское название     | Оригинальное название | Роль               |
| --------- | -- | -------------------- | --------------------- | ------------------ |
| 2019      | с  | Идеальная женщина    | The Perfect Women     | камео              |
| 2019—2022 | с  | Эйфория              | Euphoria              | Феско «Фес» О'Нилл |
| 2021      | ф  | Северный Голливуд    | North Hollywood       | Уокер              |
| 2023      | ф  | Линия                | The Line              | Роберт Девитт      |
| 2023      | ф  | Судная ночь. Джекпот | Your Lucky Day        | Стерлинг           |
| 2024      | ф  | Странные сказки      | Freaky Tales          | Трэвис             |
| 2024      | ф  | Эбигейл              | Abigail               | Дин                |
| 2024      | мф | Гарфилд в кино       | The Garfield Movie    | Сникерс (озвучка)  |

### Музыкальные клипы
| Год  | Название   | Исполнитель            | Примечания |
| ---- | ---------- | ---------------------- | ---------- |
| 2020 | All Three  | Ноа Сайрус             | [ 19 ]     |
| 2022 | Cigarettes | Juice WRLD             | [ 20 ]     |
| 2022 | MAMIII     | Бекки Джи и Кароль Джи | [ 21 ]     |